# Hybanthus biacuminatus
Hybanthus biacuminatus là một loài thực vật có hoa trong họ Hoa tím. Loài này được (Rusby) Schulze-Menz mô tả khoa học đầu tiên năm 1934.